# Malé Všelisy
Malé Všelisy jsou místní částí obce Velké Všelisy v okrese Mladá Boleslav ve Středočeském kraji.

## Historie
První písemná zmínka o vesnici pochází z roku 1180, kdy český kníže Bedřich daroval vesnici pražskému biskupu Vališovi. Vesnice měla zajišťovat výživu kněží a mnichů na Hradčanech, Vyšehradě a ve Staré Boleslavi.[zdroj⁠?!] Další historické zprávy jsou z roku 1338, kdy byly Všelisy majetkem Staroboleslavské kapituly.
V 16. století došlo k rozdělení vesnice na Velké a Malé Všelisy. Malé Všelisy byly nazývány také Všelisky nebo — kvůli svému propojení s Hradčany a Vyšehradem — Pražské Všelisky
Následná historie Malých a Velkých Všelis je plná jejich slučování a rozdělování. V roce 1842 byly tyto dvě obce administrativně sloučeny, v roce 1921 byly naopak osamostatněny a tento stav trval do roku 1979. Ke dni 1. ledna 1980 byly Malé Všelisy administrativně připojeny k Velkým Všelisům spolu s obcemi Zamachy a Nemyslovice, které byly do té doby také samostatné. Nemyslovice vydržely ve společném svazku jen do 30. června 1990.

## Poloha
Malé Všelisy se nacházejí v jihozápadní části okresu Mladá Boleslav. Centrum obce leží 11,43 km vzdušnou čarou od magistrátu města Mladá Boleslav.
Katastrální území Malých Všelis je jedním ze tří katastrálních území, na nichž se nacházejí čtyři místní části tvořící dohromady obec Velké Všelisy, nacházející se v okrese Mladá Boleslav. Toto katastrální území má přidělen kód 690571 a jeho výměra činí 330,71 ha.
Na své jižní, jihozápadní a západní straně sousedí katastrální území (k. ú.) Malých Všelis s k. ú. Velké Všelisy č. 779415 (zahrnujícím místní části Velké Všelisy a Krušiny), přičemž hranice mezi těmito dvěma katastry vede téměř v celé své délce přímo Košáteckým potokem, který protéká Černým dolem. Na severu hraničí k. ú. Malé Všelisy s k. ú. číslo 607461 obce Boreč, na severovýchodě má velmi krátkou hranici s obcí Doubravička (k. ú. číslo 631370), na východě pak s obcí Sovínky (k. ú. číslo 752673). S katastrálním územím místní části Zamachy Malé Všelisy vůbec nesousedí.

## Obyvatelstvo
| Rok            | 1869 | 1880 | 1890 | 1900 | 1910 | 1921 | 1930 | 1950 | 1961 | 1970 | 1980 | 1991 | 2001 | 2011 | 2021 |
| -------------- | ---- | ---- | ---- | ---- | ---- | ---- | ---- | ---- | ---- | ---- | ---- | ---- | ---- | ---- | ---- |
| Počet obyvatel | 120  | 170  | 182  | 196  | 234  | 235  | 205  | 106  | 159  | 161  | 123  | 90   | 61   | 56   | 74   |
| Počet domů     | 20   | 22   | 23   | 23   | 29   | 32   | 35   | 36   | 34   | 30   | 31   | 32   | 31   | 31   | 31   |

### PSČ
PSČ Malých Všelis bylo do devadesátých let 20. století 294 27. S tímto PSČ náležely pod poštovní úřad ve Velkých Všelisech. Poté bylo změněno na 294 26, což je PSČ obce Skalsko.

## Pamětihodnosti
Uprostřed obce se nachází Kaple sv. Václava postavená roku 1840.

## Doprava
Obcí procházejí dvě cyklotrasy:
- cyklotrasa č. 8158 (Zamachy–Bezno) o celkové délce 6,5 km. Malé Všelisy se nacházejí na třetím kilometru této trasy.
- cyklotrasa č. 8159 (Březovice – Malé Všelisy) o celkové délce 13,5 km. Malé Všelisy se nacházejí v cíli této trasy.

## Osobnosti
- Cyril Papoušek (1863–1936), v letech 1891–1912 byl všeliským starostou, v letech 1895–1928 také okresním starostou. V letech 1911–1930 stál v čele Svazu českých okresů. Od 30. prosince 1901[8] byl také zemským poslancem[9] Sněmu Království českého.
- Emanuel Strnad (1894–1985), učitel, editor  Boleslavsko – čtení z kraje středního a dolního Pojizeří. Mladá Boleslav: MNV Mladá Boleslav, 1947.